# Hull, Québec
Hull (franskt uttal: ʏll, yll; engelskt uttal: halː, hall), abenakiska Ktsi Agwaday eller Kchi Agwaday, är en del av staden Gatineau i provinsen Québec i Kanada, belägen vid Gatineaufloden och Ottawafloden. Den tidigare separata staden Hull införlivades 2002 i Gatineau stad. Vid en folkomröstning 2004 sade majoriteten av Hullborna ja till att förbli en del av Gatineau.

## Artikelursprung
Den här artikeln är helt eller delvis baserad på material från engelskspråkiga Wikipedia, 30 januari 2014.